# Fauna Schottlands

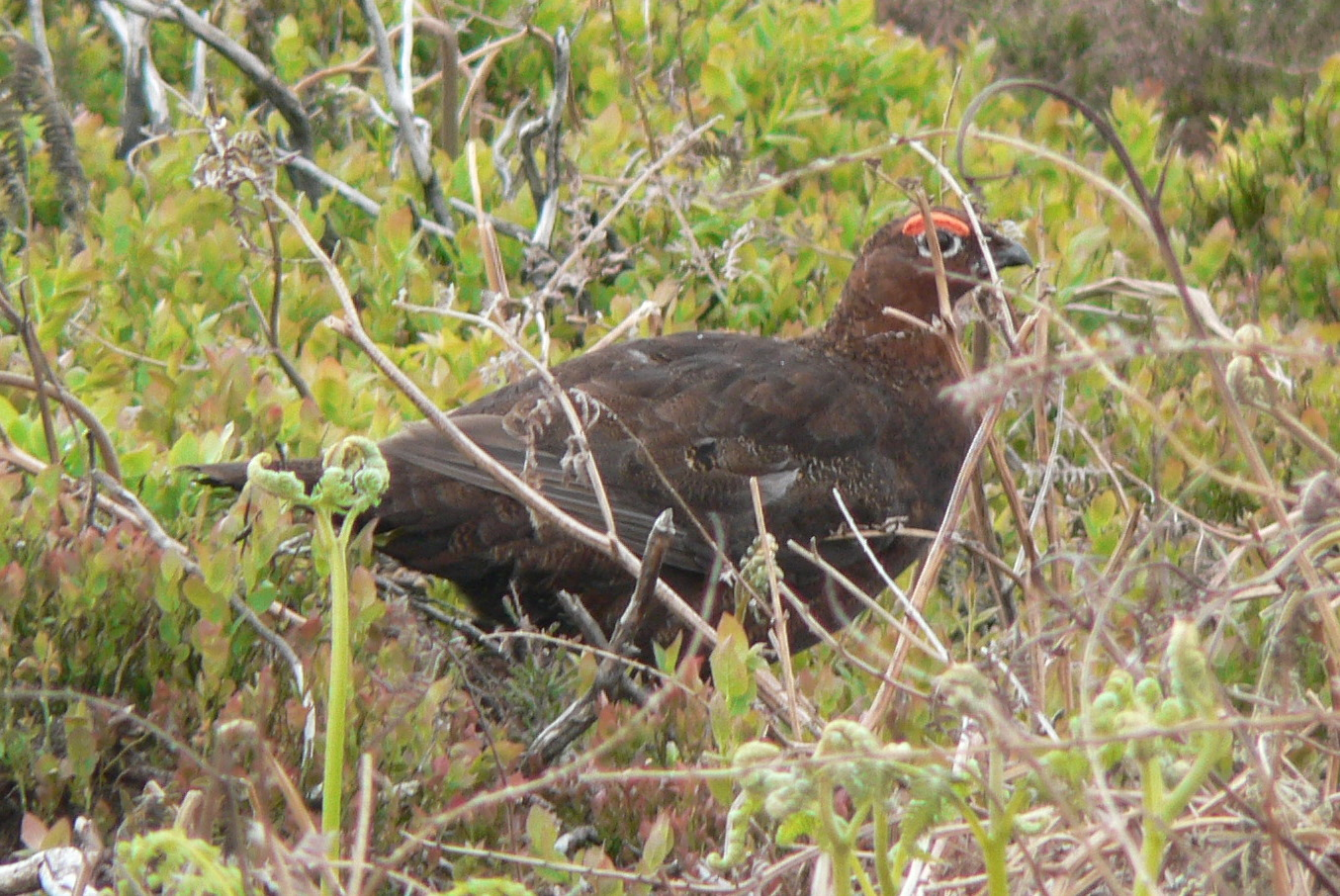
Schottisches Moorschneehuhn

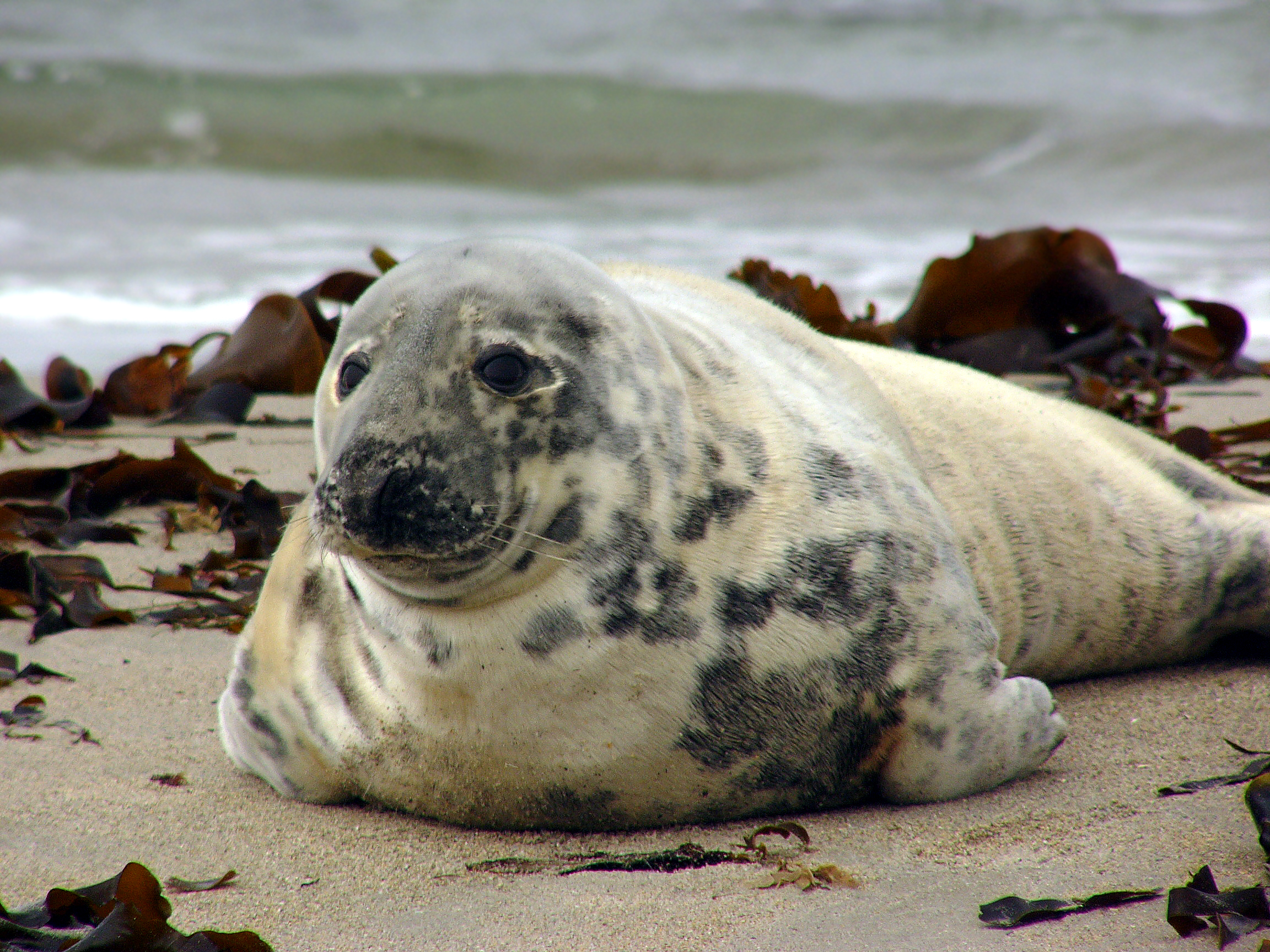
Kegelrobbe

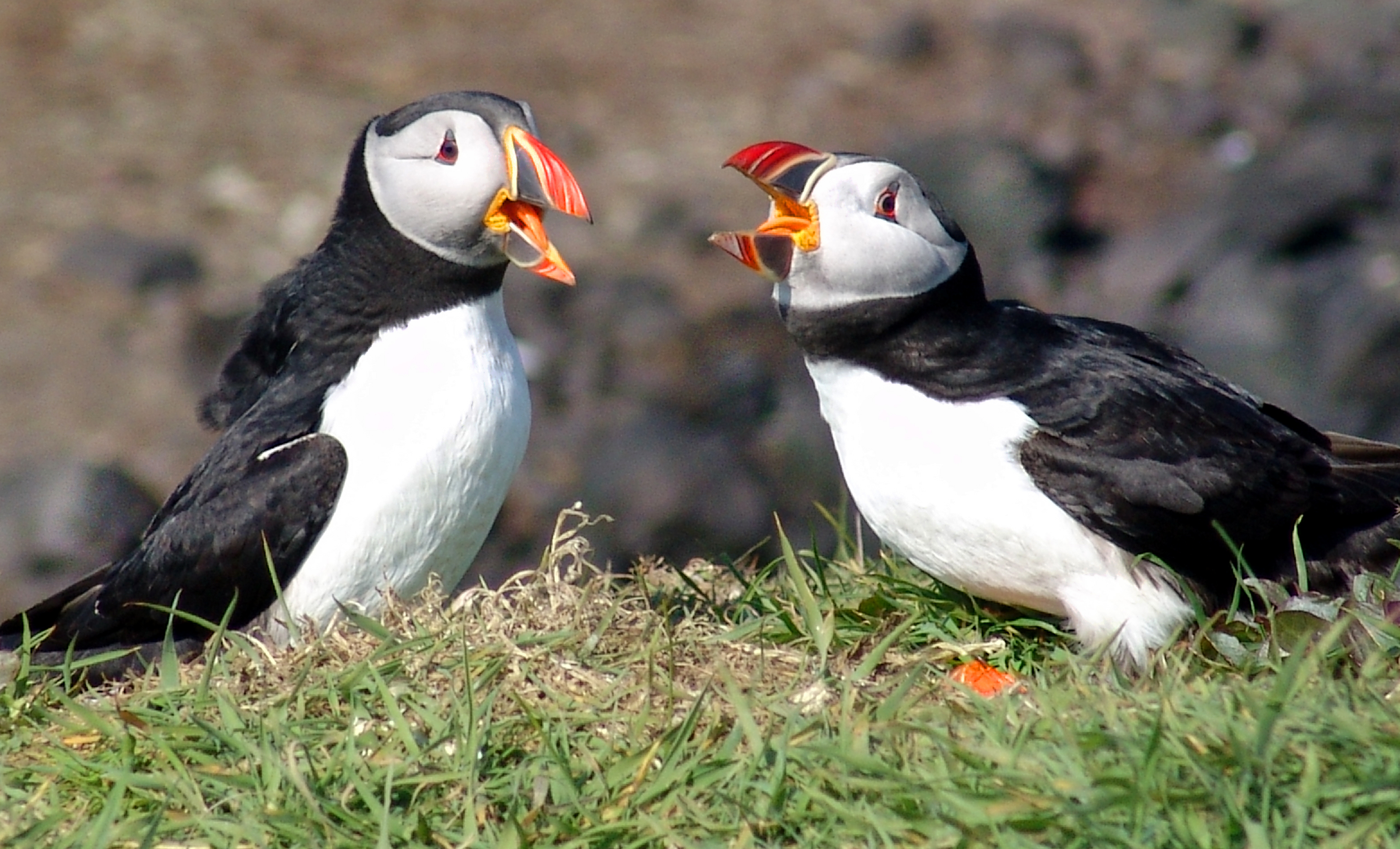
Papageitaucher

Die Fauna Schottlands weist grundsätzlich eine Artenzusammensetzung auf, wie sie für den europäischen Nordwesten der Paläarktis charakteristisch ist. Einige der typischen größeren Säugetiere dieser biogeographischen Region wurden in den letzten Jahrhunderten allerdings ausgerottet und mehrere andere Arten durch den Menschen eingeführt.
In Schottland sind heute 62 Arten von Säugetieren beheimatet. Dazu zählen Wildkatzen, ein großer Bestand an Kegelrobben und Seehunden sowie die weltweit nördlichste Herde des Großen Tümmlers. Zum Vogelbestand zählen zahlreiche seltene Arten wie Birkhuhn und Schottisches Moorschneehuhn. Schottland ist auch ein international bedeutendes Brutgebiet für Seevögel wie den Basstölpel und Greifvögel wie den Steinadler. Fisch- und Seeadler gehören seit einigen Jahren wieder zum Brutbestand Schottlands. Der Schottische Kreuzschnabel ist die einzige Wirbeltierart, die für die britischen Inseln endemisch ist.
Die an Schottland angrenzenden Meeresgebiete gehörten zu den biologisch produktivsten der Welt. Die Anzahl der dort lebenden Arten wird auf über 40.000 geschätzt. Die Darwin Mounds, die erst 1998 entdeckt wurden, zählen zu den wichtigen Korallenriffen, die sich in der Tiefwasserzone der gemäßigten Klimazone finden. In schottischen Flüssen laichen 400 eindeutig genetisch unterscheidbare Populationen des Atlantischen Lachses. Von den 42 Fischarten, die sich heute in schottischen Süßgewässern finden, sind die Hälfte hier ursprünglich beheimatet. Die anderen Arten wurden eingeführt oder haben die schottischen Süßgewässer aus eigener Kraft erreicht.
Nur sechs Amphibien und vier landlebende Reptilien gehören zur ursprünglichen Fauna Schottlands. Schottland weist jedoch eine große Anzahl Wirbelloser auf, die im übrigen Gebiet Großbritanniens selten sind. Ihre Anzahl wird auf 14.000 Arten geschätzt. Darunter finden sich eine Reihe seltener Bienen und Schmetterlinge. Umweltschutzgruppen in Großbritannien sind besorgt, dass der Klimawandel sich in Schottland vor allem für die schottischen Berghöhen und Meeresgebiete charakteristische Fauna negativ auswirken wird.

## Lebensräume

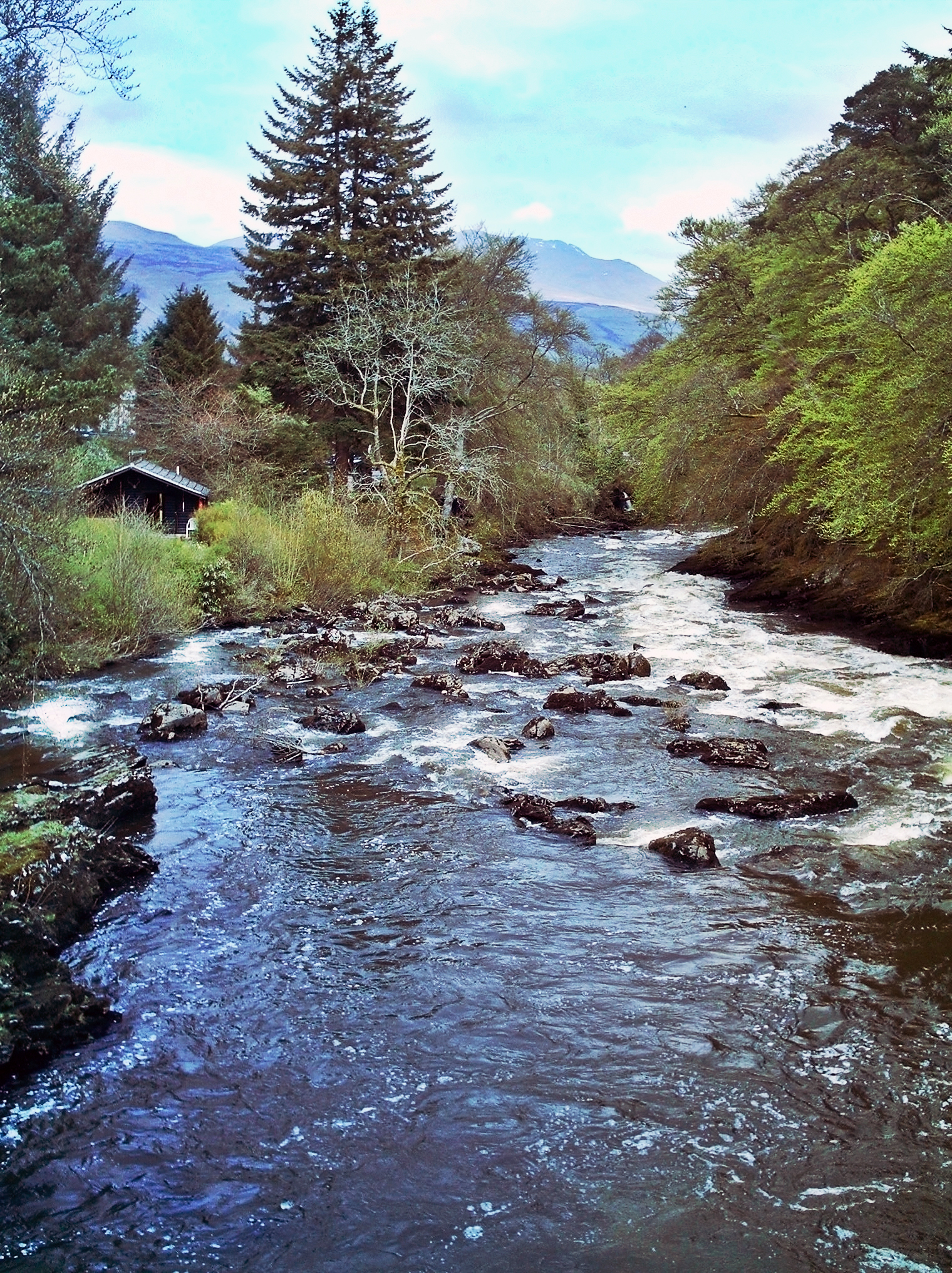
Der Fluss Dochart in Schottland

Schottland weist eine große Vielzahl an Lebensräumen auf, wie sie für die gemäßigte Klimazone typisch sind. Dazu zählen Laub-, Misch- und Nadelwälder, große Moorgebiete, Bergregionen, Flussmündungen, Süßwassergewässer, Küstengebiete und Meeresgebiete sowie Tundrasteppe.
Heute sind etwa 14 Prozent von Schottland bewaldet. Dabei handelt es sich überwiegend um Aufforstungen. Bevor durch den Menschen große Teile der ursprünglichen Wälder Schottlands abgeholzt wurden, wies Schottland einen dichten Bestand an borealen Nadelwäldern auf, die wegen des ozeanischen Klimas einen für diesen Waldtyp uncharakteristisch großen Anteil an Laubbäumen wie Birken, Vogelbeere, Eichen und Espen aufwies. Es gibt noch immer große Bestände an Waldkiefern, wie sie einstmals für Schottland charakteristisch waren. 17 Prozent der Landfläche Schottlands besteht aus Heide und Moor oder ist mit Torf bedeckt. Caithness und Sutherland weisen eine der weltgrößten Flächen an Deckenmoor auf, einer Sonderform des Hochmoors. Solche Deckenmoore sind durch eine spezifische Fauna gekennzeichnet. Heute wird 75 Prozent von Schottland landwirtschaftlich genutzt. Urbane Regionen machen nur 3 Prozent der Fläche Schottlands aus. Die Küstenlinie ist 11.803 Kilometer lang. Die Anzahl vorgelagerter Inseln beträgt nahezu 800. 600 von ihnen liegen vor der westlichen Küsten Schottlands. 90 Prozent des gesamten Süßwassers Großbritanniens ist in Schottland zu finden. Es gibt mehr als 30.000 sogenannte Lochs, die Süßwasser aufweisen und 6600 Fließgewässer.
Dank der Fauna-Flora-Habitat-Richtlinie (FFH), einer Naturschutz-Richtlinie der Europäischen Union sind mehr als 8750 Quadratkilometer Schottlands FFH-Gebiet, in denen Eingriffe nur noch nach Verträglichkeitsüberprüfungen vorgenommen werden dürfen. 24 der FFH-Gebiete sind Meeresgebiete und bei weiteren neun handelt es sich um Schutzgebiete in Küstenregionen. Zu den FFH-Gebieten zählen auch die Darwin Mounds, die als das erste FFH-Gebiet außerhalb der Küstengewässer gilt und 100 Quadratkilometer umfassen.

## Säugetiere
Während des Pleistozäns war Schottland, von der atlantischen Küstenlinie St. Kildas abgesehen, vollständig mit Eis bedeckt. In der nacheiszeitlichen Erwärmungsphase dehnten eine Reihe von Säugetiere ihr Verbreitungsgebiet in nördliche Richtung aus. Das Festland Großbritanniens wurde nur etwa von zwei Dritteln der Säugetierarten besiedelt, die Skandinavien erreichten. Die Hebriden vor Schottlands Westküste weisen sogar nur die Hälfte der Anzahl der in Großbritannien heimischen Säugetiere auf. Insgesamt kommen 62 verschiedene Säugetierarten wild in Schottland oder den dazugehörigen Küstengewässern vor. 13 der Arten sind an Salzwasser gebunden.

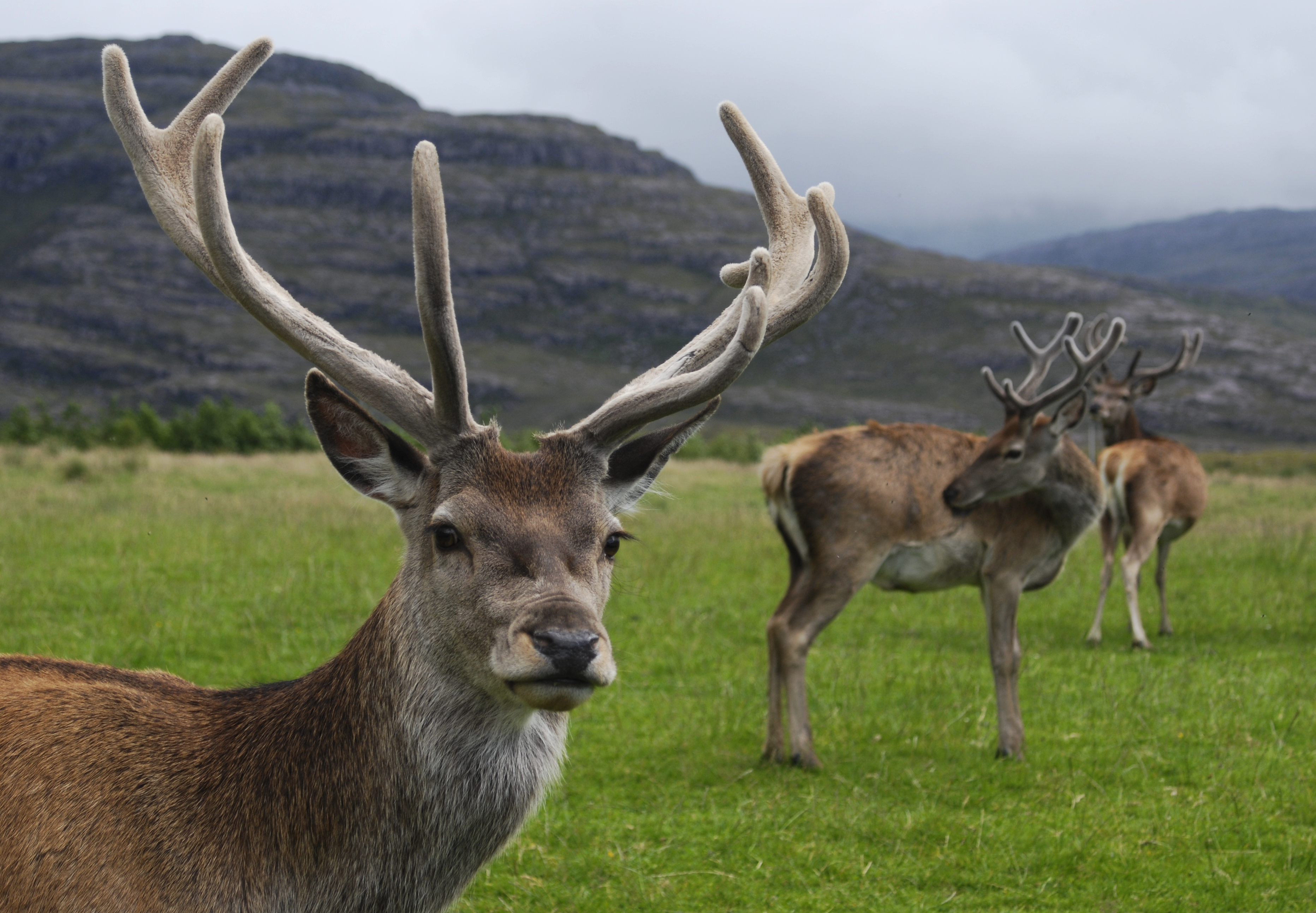
Rothirsche

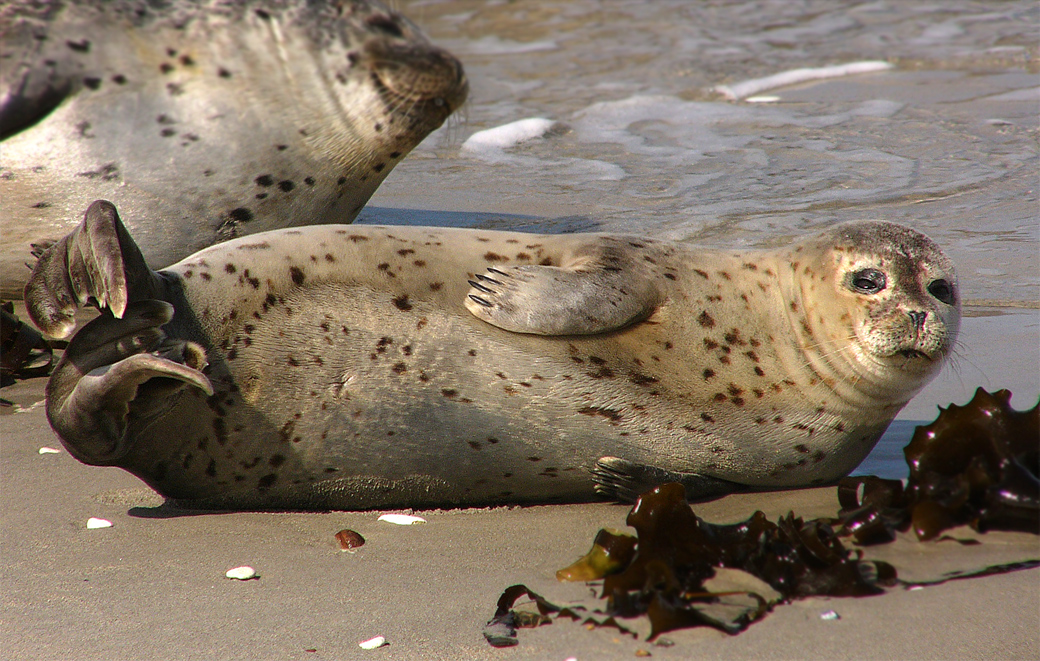
Junger Seehund

Von den Landsäugern gelten ein Drittel als in ihrem Bestand bedroht. Zu den Faktoren, die zu den Bestandsrückgängen führen, zählen Umweltverschmutzung, eine Fragmentierung von Lebensräumen, Veränderungen in der landwirtschaftlichen Nutzung wie etwa einer stärkeren Nutzung von Land als Weideland sowie die Auswirkungen von eingeführten Arten. Keine der Säugetierarten, die der Fauna Schottlands zugerechnet wird, ist in ihrer Verbreitung auf Schottland begrenzt. Mindestens zwei Unterarten von Säugern kommen jedoch nur in Schottland vor. Dabei handelt es sich um Apodemus sylvaticus hirtensi, eine auf St. Kilda endemische Unterart der Waldmaus, die doppelt so groß wird wie die Festlandunterarten sowie die Feldmausunterart Microtus arvalis orcadensis, die man nur auf den Orkney-Inseln findet. Bei letzterer ist nicht ausgeschlossen, dass sie vor mehr als 4000 Jahren durch frühe Siedler eingeführt wurde.

### Raubsäuger
In Schottland finden sich nahezu alle Marderarten, die auch im übrigen Gebiet der britischen Inseln vertreten sind. Es fehlt zwar der Iltis, dafür hat der Baummarder in Schottland seinen Verbreitungsschwerpunkt. Er vermischt sich allerdings zunehmend mit dem eigentlich in Nordamerika beheimateten Fichtenmarder, der im Norden Englands freigesetzt worden ist. In Schottland ist außerdem die einzige britische Population von Wildkatzen heimisch. Der Bestand wird auf 400 bis 2000 Individuen geschätzt. Der schottische Wildkatzenbestand ist allerdings bedroht, da adäquate Schutzmaßnahmen fehlen.
Der Rotfuchs ist mit der Unterart Vulpes vulpes vulpes in Schottland vertreten. Diese Unterart ist etwas größer als die häufigere Unterart V. v. crucigera.
Abgesehen von einzelnen Irrgästen sind an Robbenarten an der schottischen Küste nur Seehunde und Kegelrobben vertreten, die beide zu den Hundsrobben zählen. Der Bestand beider Arten ist hier sehr hoch. Die schottische Kegelrobben-Population wurde im Jahre 2002 auf 120.600 erwachsene Tiere geschätzt. Dies entspricht 36 Prozent des Weltbestands und mehr als 90 Prozent der in britischen Gewässern lebenden Population. Ähnlich groß ist der Anteil für Seehunde. 90 Prozent der britischen und damit 36 Prozent der europäischen Population lebt an den Küsten Schottlands.

### Nagetiere, Insektivoren und Hasenartige

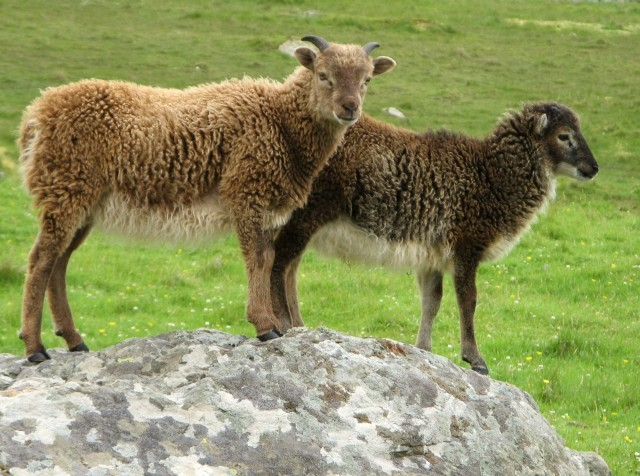
Soay-Lämmer auf der schottischen Insel Hirta

75 Prozent der noch auf den britischen Inseln lebenden Eichhörnchen leben auf schottischem Gebiet. Die Art ist durch das nordamerikanische Grauhörnchen bedroht, das 1889 erstmals in der englischen Grafschaft Bedfordshire in großer Zahl ausgesetzt wurde und sich seitdem auf der britischen Insel sehr stark verbreitete. Das größere und kräftigere Grauhörnchen hat sich vor allem in den Laubwäldern der Niederungsgebiete verbreitet. Rückzugsgebiete des Eichhörnchens sind die klimatisch kühleren Bergregionen und Nadelwälder. Der langfristige Erhalt dieser Art soll unter anderem durch die Scottish Strategy for Red Squirrel Conservation sichergestellt werden. Nach Untersuchungen aus dem Jahre 2007 unterstützt die zunehmende Population an Fichtenmardern den Erhalt des Eichhörnchens, da die Fichtenmarder bevorzugt den Grauhörnchen nachstellen. Es ist bislang nicht ganz sicher, warum Eichhörnchen von der Zunahme der ebenfalls eingeführten Fichtenmarder profitieren. Möglicherweise tragen Verhaltensunterschiede dazu bei. Grauhörnchen verbringen mehr Zeit als Eichhörnchen am Boden. Sie werden offenbar aus diesem Grund häufiger von Fichtenmardern geschlagen als Eichhörnchen.

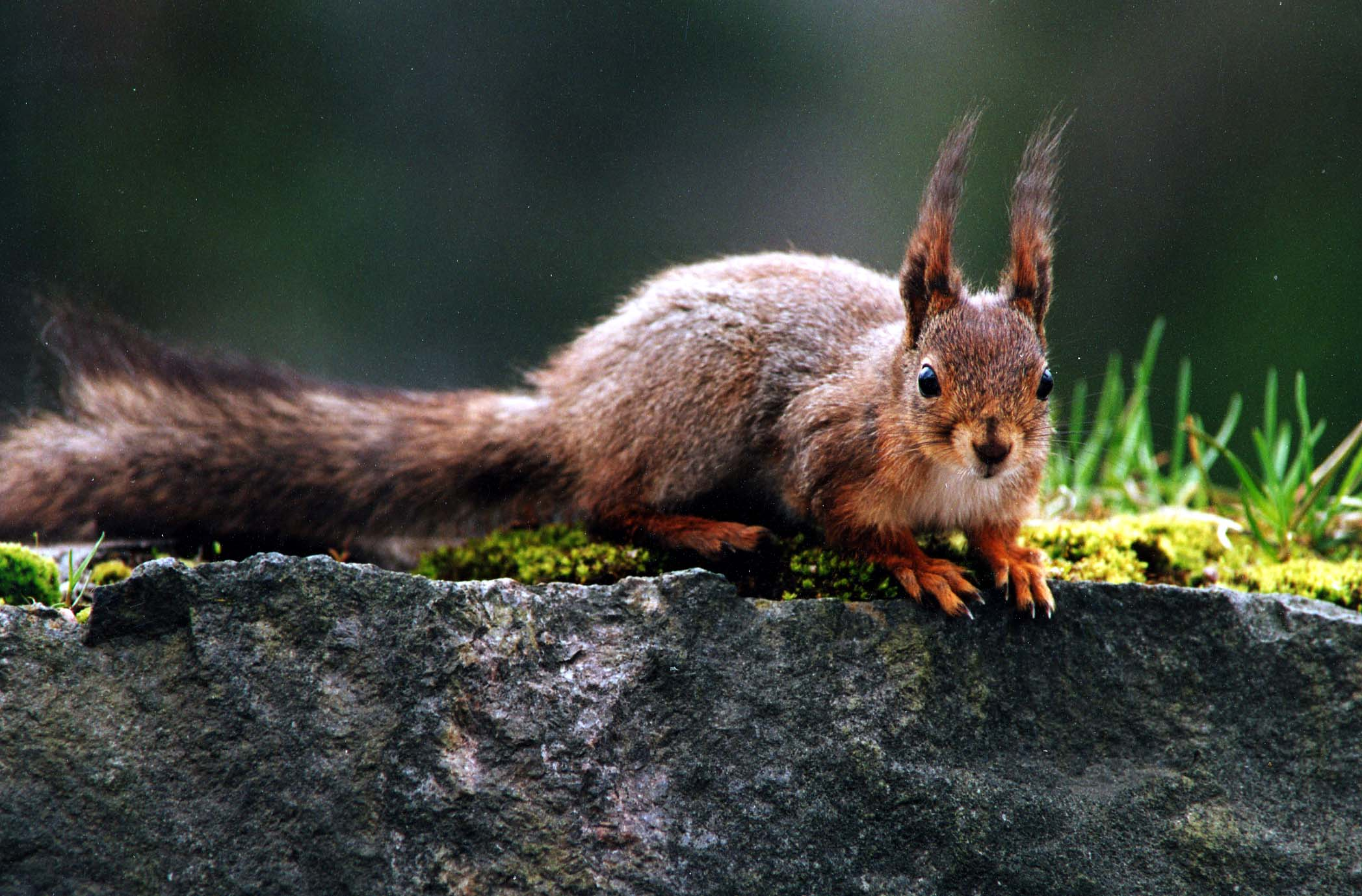
Eichhörnchen

In Schottland finden sich keine Populationen von Siebenschläfern, Hasel- oder Gelbhalsmäusen. Die Zwergmaus, die zu den kleinsten Nagetieren zählt, findet sich nur im Süden Schottlands. Hausratten finden sich nur auf der Insel Inchcolm im Firth of Forth sowie auf den Shiant Isles. Von den zwei endemischen Unterarten der Feld- beziehungsweise der Waldmaus abgesehen, gleicht sich ansonsten die Nagetierzusammensetzung mit der, die für den übrigen Teil der britischen Inseln charakteristisch ist.
Die Artzusammensetzung an Insektivoren ist zumindest auf dem schottischen Festland identisch mit dem der britischen Inseln. Auf den Äußeren Hebriden wurde ab 2004 durch eine Initiative schottischer Behörden in Zusammenarbeit mit Scottish Natural Heritage und der Royal Society for the Protection of Birds die dort eingeführten Braunbrustigel beseitigt. Damit sollten die Brutpopulationen von Vögeln wie Alpenstrandläufer, Sandregenpfeifer und Rotschenkel geschützt werden. Die Maßnahme wurde sehr kontrovers diskutiert und seit 2007 wird auf das Töten der Igel verzichtet. Gefangene Tiere werden jetzt auf dem Festland freigesetzt. Insgesamt war das Programm jedoch sehr erfolgreich. 2007 wurden nur noch zwei Igel gefangen.
Von der Ordnung der Hasenartigen sind nur Hasen und Kaninchen in Schottland zu finden. Der Schneehase ist dabei die einzige Art, die ursprünglich in Schottland beheimatet ist. Er ist etwas kleiner als der Feldhase, der mittlerweile auch in Schottland zu finden ist. Im Hochland Schottlands ist der Schneehase allerdings die dominierende Art. Bereits von den Römern wurde das Wildkaninchen in Schottland eingeführt. Es hat sich aber erst im 19. Jahrhundert in Schottland weit verbreitet.

### Paarhufer
Schottlands größtes wildlebendes Landsäugetier ist heute der Rothirsch, dessen Bestand auf 40.000 Individuen geschätzt wird. Hohe Rothirschbestände finden sich in den Heide- und Bergregionen Schottlands. Schottische Rothirsche sind etwas kleiner als ihre mitteleuropäischen Artgenossen. Da in Schottland auch eingeführte Sikahirsche leben, ist der Bestand durch Hybridisierung mit dieser Art bedroht. Rehe finden sich eher in den schottischen Niederungsgebieten. Die ursprünglich wie der Sikahirsch in Asien beheimateten und in Großbritannien im Verlauf des 20. Jahrhunderts eingeführten Hirscharten wie das Wasserreh und der Muntjak fehlen entweder vollständig oder sind bislang nur mit wenigen Individuen vertreten.
Es gibt mehrere, aber voneinander isolierte Populationen an verwilderten Hausziegen und Hausschafen. Von besonderem Interesse darunter ist das Soayschaf, ein sehr primitiver Typ von Hausschaf, das den Zuchtzustand von Nutzschafen aus der Zeit des Neolithikums repräsentiert. Es wurde entweder von frühen Siedlern oder später von Wikingern auf die Insel Soay im St.-Kilda-Archipel vor der schottischen Westküste verbracht und verwilderte dort. Wegen der Unzugänglichkeit der Insel und des geringen Nutzwertes dieser Tiere blieben sie von menschlichem Einfluss über lange Zeit verschont und konnten so ihren ursprünglichen Typus bewahren. Die Herde auf St. Kilda besteht aus etwa 1000 Individuen. Eine zweite Herde ist mittlerweile auch auf der schottischen Insel Hirta angesiedelt worden. Seit 1952 lebt eine Herde halbdomestizierter Rentiere im Cairngorms-Nationalpark. Für Rentiere ist belegt, dass sie noch im 12. Jahrhundert auf Orkney gejagt wurden.

### Andere Säugetiere
Auf den Britischen Inseln leben sechzehn oder siebzehn Fledermausarten. Nur neun davon kommen auch in Schottland vor. In vielen schottischen Gebieten finden sich die Zwergfledermaus, die grundsätzlich die meistverbreitete europäische Fledermaus ist, die Mückenfledermaus, die eine Zwillingsart der Zwergfledermaus darstellt, das Braune Langohr, die Wasserfledermaus, die ihre Beutetiere bevorzugt in geringem Abstand über Gewässeroberflächen schlägt, und die Fransenfledermaus. Die Kleine Bartfledermaus, der Große und der Kleine Abendsegler sowie die Rauhautfledermaus haben verglichen mit diesen Arten ein deutlich kleineres Verbreitungsgebiet. Es fehlen dagegen die Große und die Kleine Hufeisennase, das Große Mausohr und die Bechsteinfledermaus, die in anderen Gebieten der Britischen Inseln durchaus vorkommen.

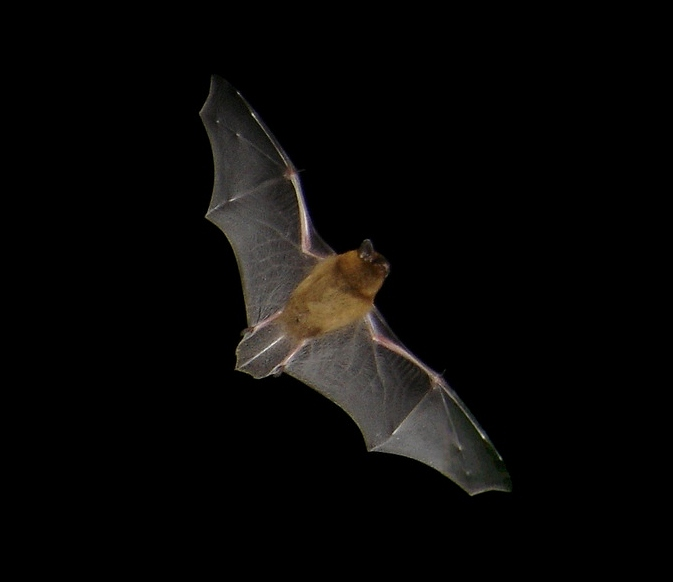
Zwergfledermaus

In den letzten 100 Jahren wurden einundzwanzig Walarten in schottischen Gewässern beobachtet. Dazu zählen der Cuvier-Schnabelwal, der Große Schwertwal, der Pottwal, Zwergwale, der Gemeine Delfin, der Weißschnauzendelfin und der Rundkopfdelphin. Im Moray Firth, einem Meeresarm an der Nordseeküste der schottischen Highlands, lebt eine Gruppe von 100 Großen Tümmlern. Nach derzeitigem Wissensstand ist dies der am weitesten im Norden lebende Verband dieser Delfinart. Die bevorzugte Beute dieser Delfine sind Gewöhnliche Schweinswale. Ein Drittel der untersuchten Überreste von Schweinswalen wiesen Spuren von Attacken der Großen Tümmler auf. Der Bestand der im Moray Firth lebenden Großen Tümmler gilt jedoch als bedroht, da die britische Regierung entschieden hat, dass im Moray Firth nach Öl und Gas gebohrt werden darf. Zahlreiche Naturschutzorganisation wie der WWF, der Wildlife Trust, die Marine Conservation Society und die Royal Society for the Protection of Birds haben gegen dieses Vorhaben Einspruch erhoben.
Zur schottischen Fauna zählen mittlerweile auch Beutelsäuger. 1975 wurden auf der Insel Inchconachan im Loch Lomond zwei Paare von Rotnackenwallabys ausgewildert, die sich dort erfolgreich vermehrt haben.

### Ausgestorbene Säugetiere und geplante Wiedereinbürgerungen

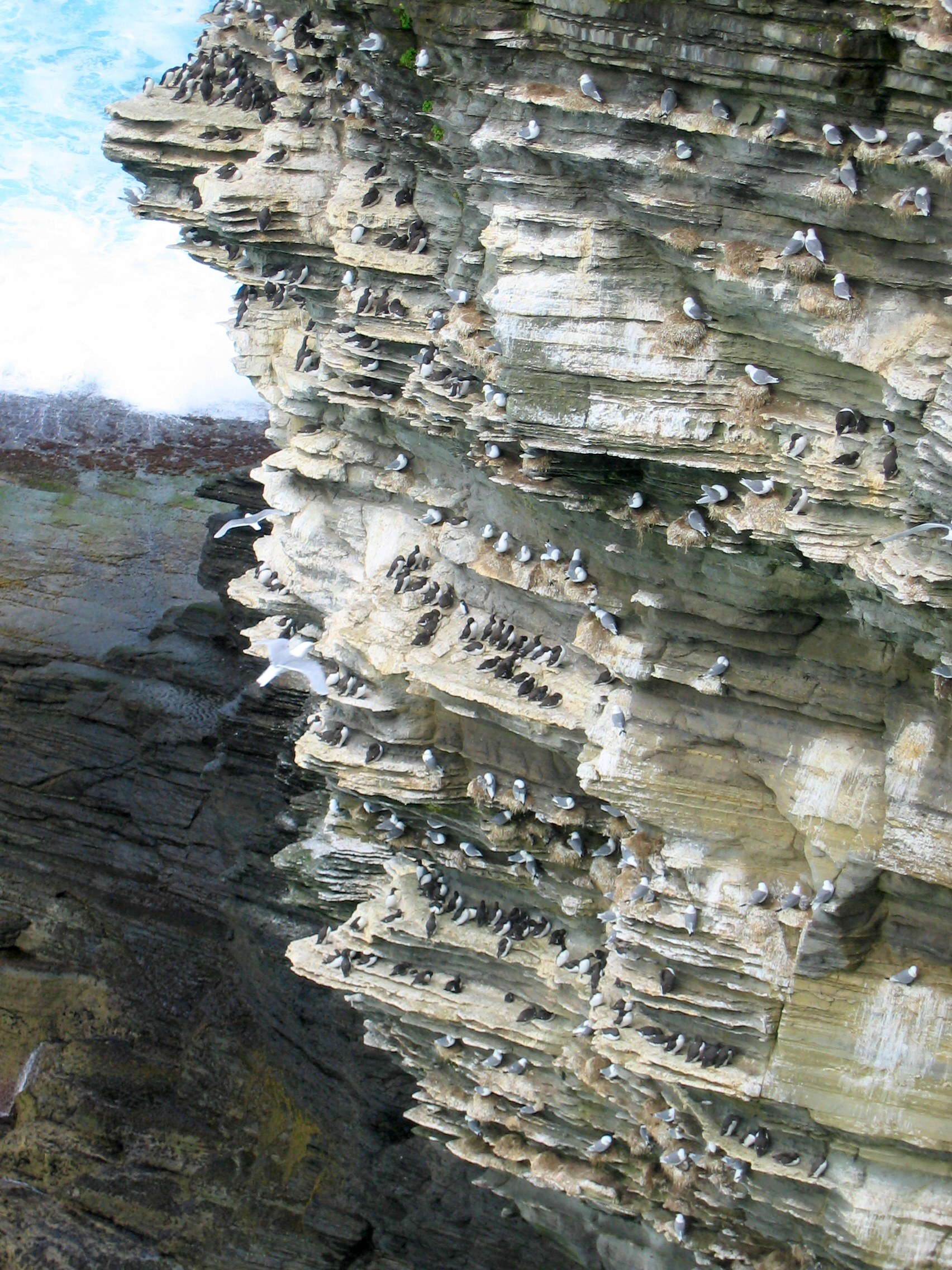
Kolonie von Eissturmvögeln auf Orkney

Während der Warmzeiten des Pleistozäns gehörten zur schottischen Fauna auch das Wollnashorn, eine eiszeitliche Nashornart, das in den Kältesteppen zwischen Westeuropa und Ostasien verbreitet war, Mammuts sowie Vertreter der Gattung der Riesenhirsche (Megaloceros), die während der Zeit des späten Pleistozäns und des frühen Holozäns in Eurasien und dem nördlichen Afrika lebten. Alle diese Arten sind seit langem ausgestorben. Schottland beheimatete in dieser Zeit aber auch Tierarten wie Eisbären, Lemminge und Polarfüchse, die noch heute zur Fauna der Arktis zählen.

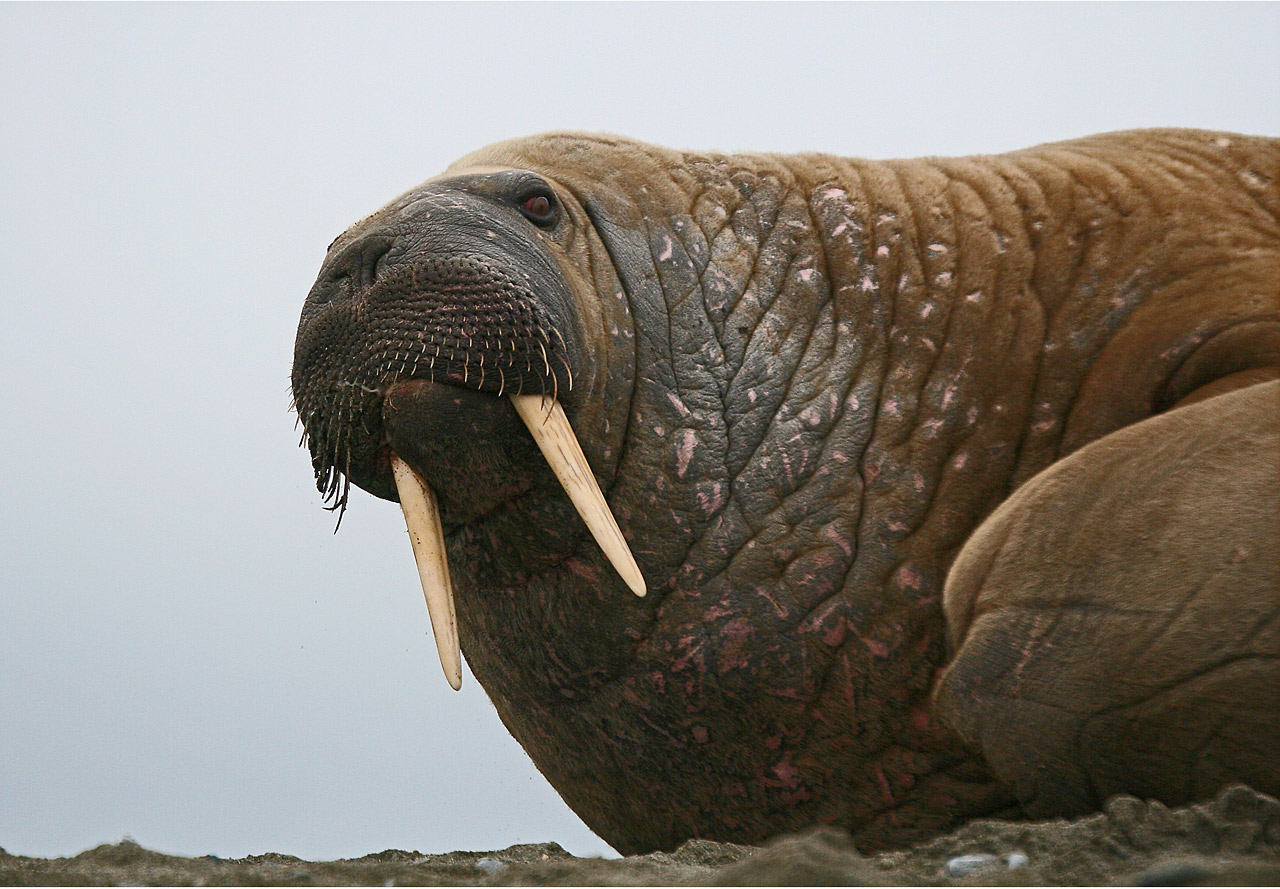
Walrosse sind seltene Irrgäste in schottischen Küstengewässern

Zu den Säugetieren, die in historischer Zeit ausgerottet wurden, zählt der Eurasische Luchs, der noch vor etwa 1500 Jahren auf den Britischen Inseln vorkam und Ursus arctos caledoniensis, eine Unterart des Braunbären. Braunbären schottischer Herkunft fanden noch bei den Tierhetzen im Römischen Reich Einsatz. Die letzten schottischen Braunbären starben im 9. oder 10. Jahrhundert aus. Elche kamen bis etwa 1300 in Schottland vor. Die letzten Wildschweine und Auerochsen dagegen verschwanden in den darauf folgenden zwei Jahrhunderten. Auf den Shetlandinseln gab es mit dem Grice noch bis ins späte 19. Jahrhundert eine primitive Hausschweinerasse, die dem Wildschwein sehr nahestand.
Der letzte schottische Wolf wurde vermutlich 1743 in Invernesshire erlegt, und das Walross ist heute nur noch ein seltener Irrgast an den schottischen Küsten. Auf dem St.-Kilda-Archipel gab es ursprünglich eine nur dort vorkommende Unterart der Hausmaus. Sie unterschied sich von den Festlandunterarten unter anderem durch eine größere Körperlänge, eine dichtere Behaarung, eine abweichende Fellfärbung sowie eine etwas abweichende Schädelform. Die Unterart starb 1938 aus, nachdem 1930 die letzten menschlichen Siedlungen auf der Insel Hirta aufgegeben worden waren.
Das Scottish Natural Heritage plant derzeit, den Europäischen Biber wieder in Schottland einzuführen. Die Stammeltern einer neuen schottischen Population sollen aus Norwegen kommen. Obwohl Biber im schottischen Hochland bis ins 15. Jahrhundert vorkamen, stand die schottische Regierung diesem Vorhaben zunächst ablehnend gegenüber. Nach aktuellen Plänen sollen erste Tiere versuchsweise in Knapdale ausgesetzt werden. Auch über eine Wiederansiedelung von Wölfen, Luchsen und Wisenten ist bereits diskutiert worden. Ein Besitzer eines großen Landsitzes nördlich von Inverness wollte diese Tiere als Teil eines Safariparkes wieder einführen.

## Vögel
Bei den Säugetieren lassen sich drei Phasen unterscheiden, auch wenn diese sich teilweise stark überlappen: eine natürliche Besiedlung nach der Eiszeit, ein durch Menschen verursachtes Aussterben sowie eine Phase, in der Arten in Schottland angesiedelt wurden und werden, die hier nicht ursprünglich beheimatet sind. Auf Grund der größeren Mobilität von Vögeln lässt sich bei ihnen eine vergleichbare Einteilung nicht treffen. Zwar ging der Greifvogelbestand durch das Einwirken des Menschen auch in Schottland stark zurück, doch werden Bestandsgrößen auch von natürlichen Veränderungen überlagert. Der Eissturmvogel war beispielsweise während des Neolithikums auf Skara Brae beheimatet. Während des Mittelalters war sein Brutvorkommen jedoch auf den St.-Kilda-Archipel begrenzt. Seitdem hat sich diese Art auf dem gesamten Gebiet der Britischen Inseln verbreitet.
Die meisten der 250 Vogelarten, die zu dem regelmäßigen Brutvogelbestand der Britischen Inseln zählen, kommen auch in Schottland vor. Weitere 300 Arten werden mit einer unterschiedlichen Häufigkeit in Schottland beobachtet. 40 Arten der regelmäßigen Brutvögel gelten als bedroht. 121 Arten weisen Populationsrückgänge auf. Auf dem St.-Kilda-Archipel kommt mit Troglodytes troglodytes hirtensis eine Unterart des Zaunkönigs vor, die als auffälligstes Unterscheidungsmerkmal größere Füße als die Festlandunterarten aufweist. Die Unterart ist insgesamt etwas größer, hat einen längeren Schnabel, eine größere Farbbandbreite des Federkleides und lässt sich auch am Gesang von Festlandunterarten unterscheiden. Als eigenständige Unterart wurde sie bereits 1884 anerkannt und 1904 durch eine spezielle Gesetzgebung unter Schutz gestellt.

### Greifvögel
Fast alle der 600 auf den britischen Inseln brütenden Steinadler sind in Schottland zu finden. Ähnliches gilt auch für die Brutpopulation des Wanderfalken. Der Baumfalke, die Rohr- und die Wiesenweihe gehören zwar zum Brutvogelbestand England und Wales, sie fehlen aber in der Regel in Schottland.

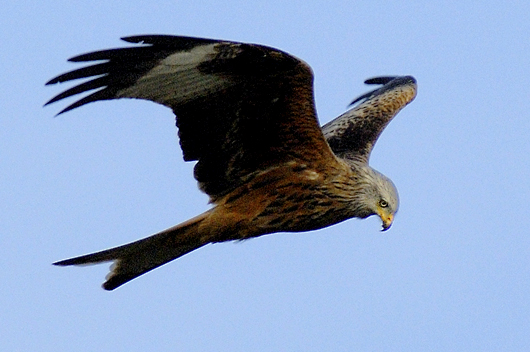
Rotmilan

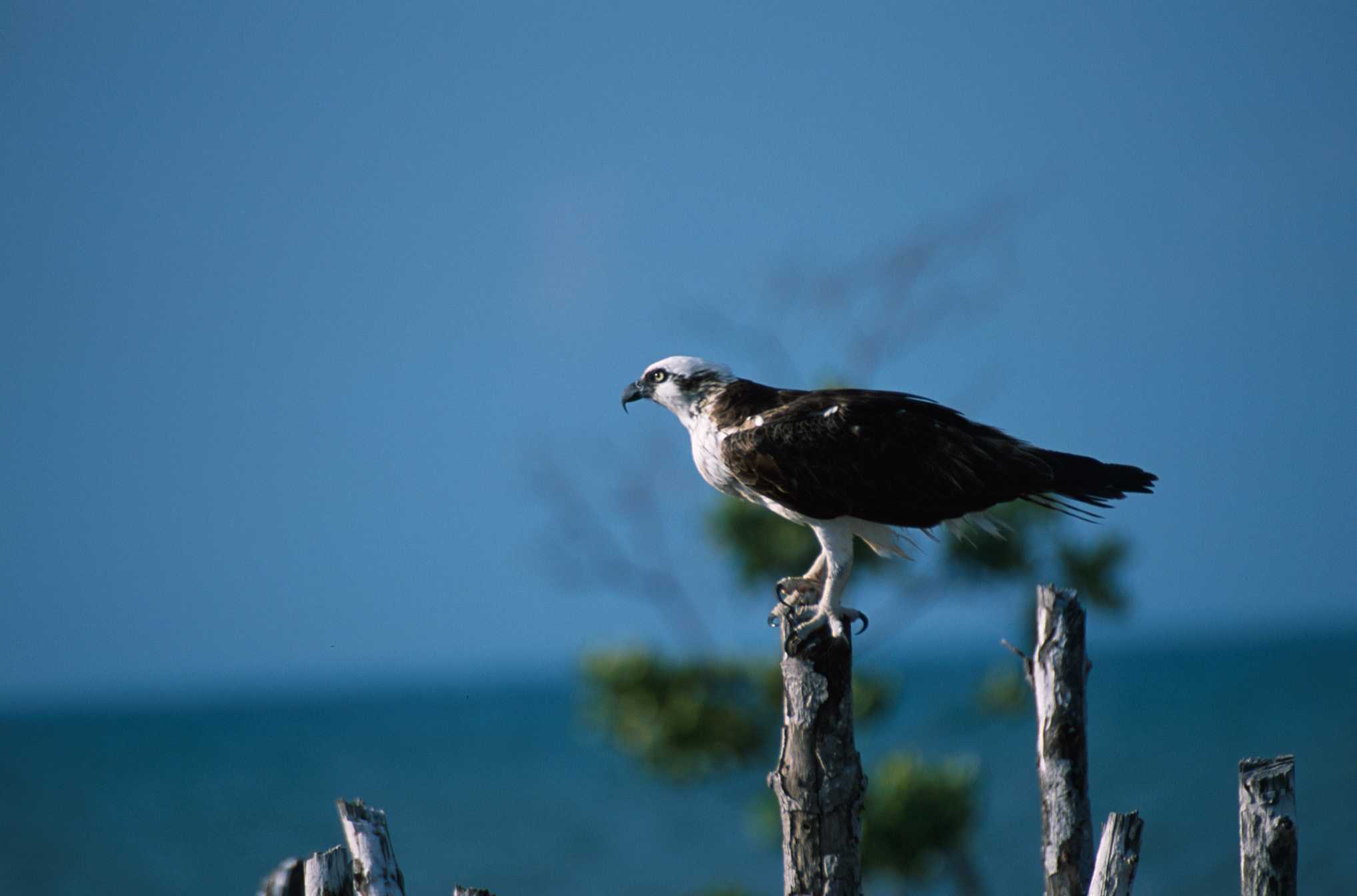
Fischadler

1916 stahl ein englischer Vikar die Eier des letzten Brutpaars von Seeadlern, die auf Skye brüteten, und zwei Jahre später wurde der letzte adulte Seeadler auf den Shetlandinseln geschossen. 1975 wurden auf der schottischen Insel Rùm wieder erstmals Vögel dieser Art ausgewildert. Die Seeadler verbreiteten sich in den folgenden Jahren auf angrenzenden Inseln und im Jahre 2006 brüteten in Schottland wieder 30 Brutpaare. Obwohl Landwirte einige Bedenken dagegen geäußert haben, plant die Royal Society for the Protection of Birds (RSPB) bis zu 100 junge Seeadler auch an der schottischen Ostküste wieder auszusetzen. Zentrum der Aussetzung sollen der Firth of Forth und der Firth of Tay sein. Einzelne Autoren sind der Ansicht, dass dort noch in den 1960er Jahren vereinzelt Seeadler brüteten.
Der Rotmilan war in Schottland bereits 1879 ausgestorben und die RSPB begann in den 1980er Jahren mit einem Auswilderungsprogramm. Obwohl sich eine Population etablieren konnte, geht die RSPB davon aus, dass 38 Prozent der flügge gewordenen Jungmilane zwischen 1999 und 2003 vergiftet und weitere 9 Prozent geschossen oder auf andere Weise durch Menschen getötet wurden. Die RSPB hat 2006 in einer Veröffentlichung die Vermutung geäußert, dass wohl erst Gefängnisstrafen dieser Form von Wilderei ein Ende bereiten werden.
Nachdem sie für fast 40 Jahre gefehlt hatten, besiedelten Fischadler ab den frühen 1950er Jahren Schottland wieder aus eigener Kraft. 1899 hatten sie noch in der Nähe von Aviemore gebrütet und am Loch Arkaig gab es noch bis 1908 ein Brutpaar. 1952 ließ sich ein Brutpaar am Loch Garten nieder. Die Bestandserholung verlief anfänglich sehr langsam. 1976 gab es immer noch nur 14 Brutpaare. Die langsame Erholung war auf eine hohe Pestizidbelastung der Beutetiere sowie auf den Diebstahl von Eiern zurückzuführen. Die Bewachung der Nester hatte zur Folge, dass es 1991 bereits wieder 71 Brutpaare gab. Das am Loch Garten von der RSPB gegründete Loch Garten Osprey Centre, in dessen Gebiet sich auch ein Balzplatz für Auerhähne befindet, ist mittlerweile eines der bekanntesten Naturschutzgebiete in Großbritannien. Besucher haben dort die Möglichkeit, über Kameras die Aufzucht der Jungvögel zu beobachten. Seit 1959 waren mehr als zwei Millionen Besucher zu Gast in diesem Naturschutzgebiet. Schottland weist mittlerweile wieder 150 Brutpaare auf.
Weit verbreitet sind in Schottland der Turmfalke, die Kornweihe, der Habicht, der Sperber, der Waldkauz und die Schleiereule. Der Steinkauz findet sich nur im Süden Schottlands. Der Mäusebussard hat sich trotz langjähriger Verfolgung durch den Menschen in Schottland immer halten können. Zu einem starken Bestandseinbruch kam es in den 1950er Jahren, als eine Myxomatose-Epidemie zu einem Rückgang der Beutetiere führte. Zwischen 1978 und 1998 verdreifachten sich seine Bestandszahlen wieder. Ein sehr seltener Brutvogel Schottlands ist dagegen die Schneeeule. Zwischen 1967 und 1975 brütete ein einzelnes Paar auf Fetlar, einer der nördlichen Inseln der Shetlands.

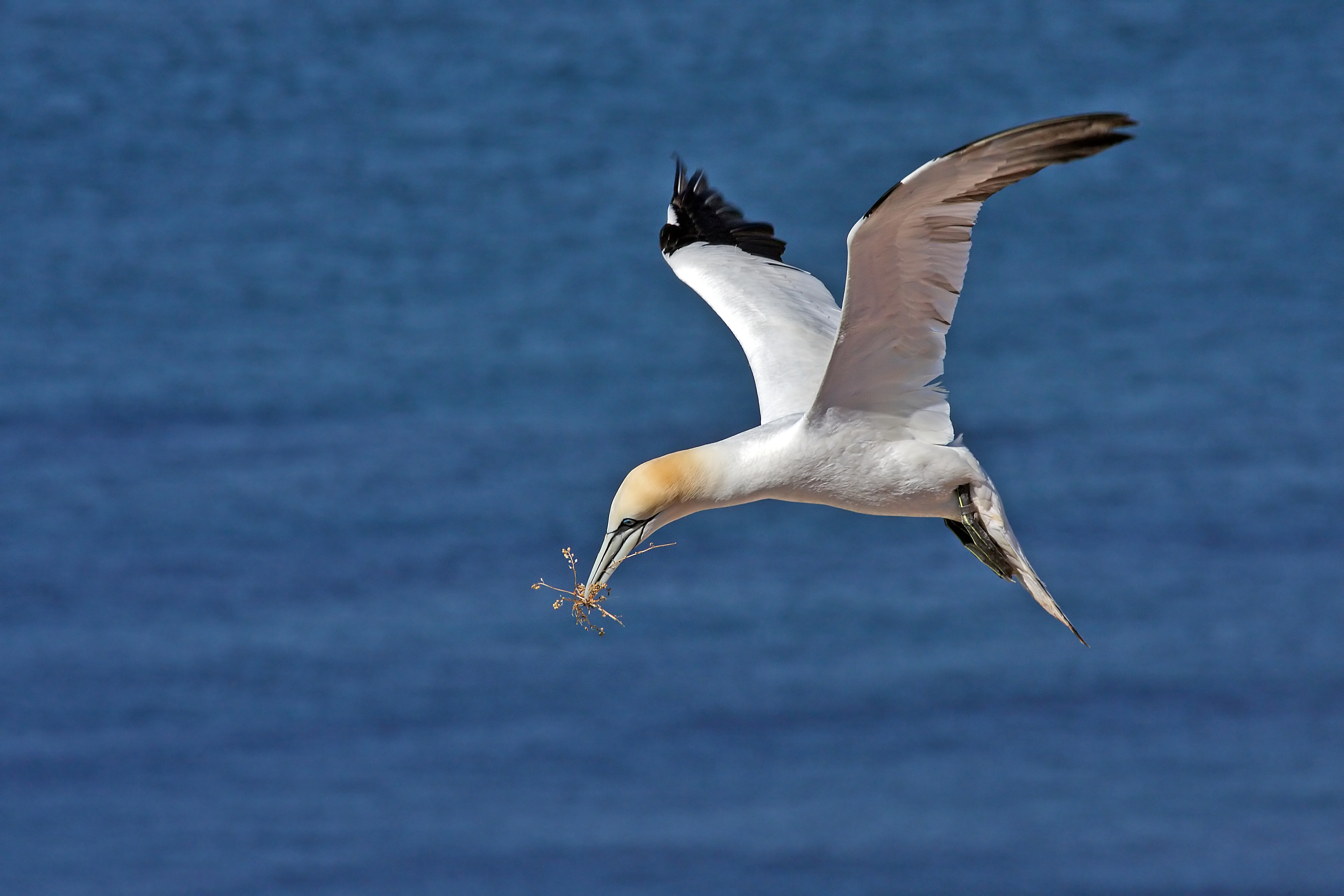
Basstölpel mit Nistmaterial

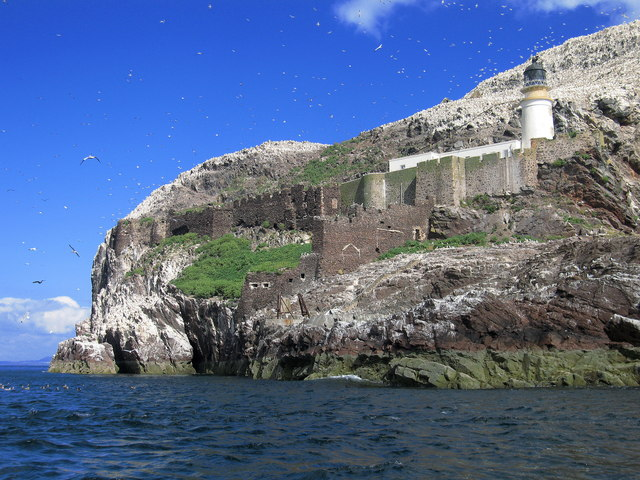
Der Bass Rock ist so dicht mit Basstölpeln besiedelt, dass stellenweise der dunkelgraue Stein nicht mehr zu sehen ist

### Seevögel

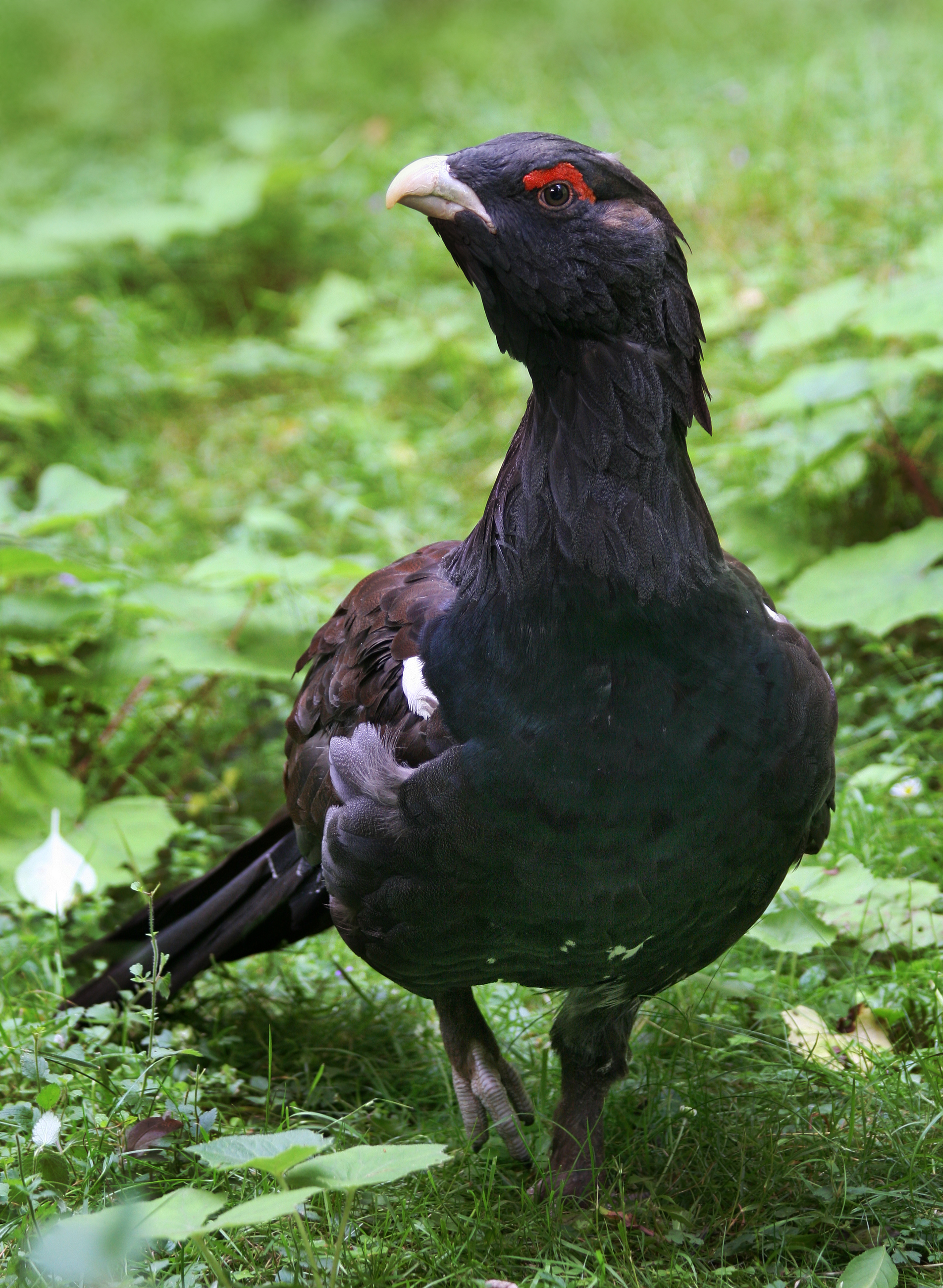
Auerhahn

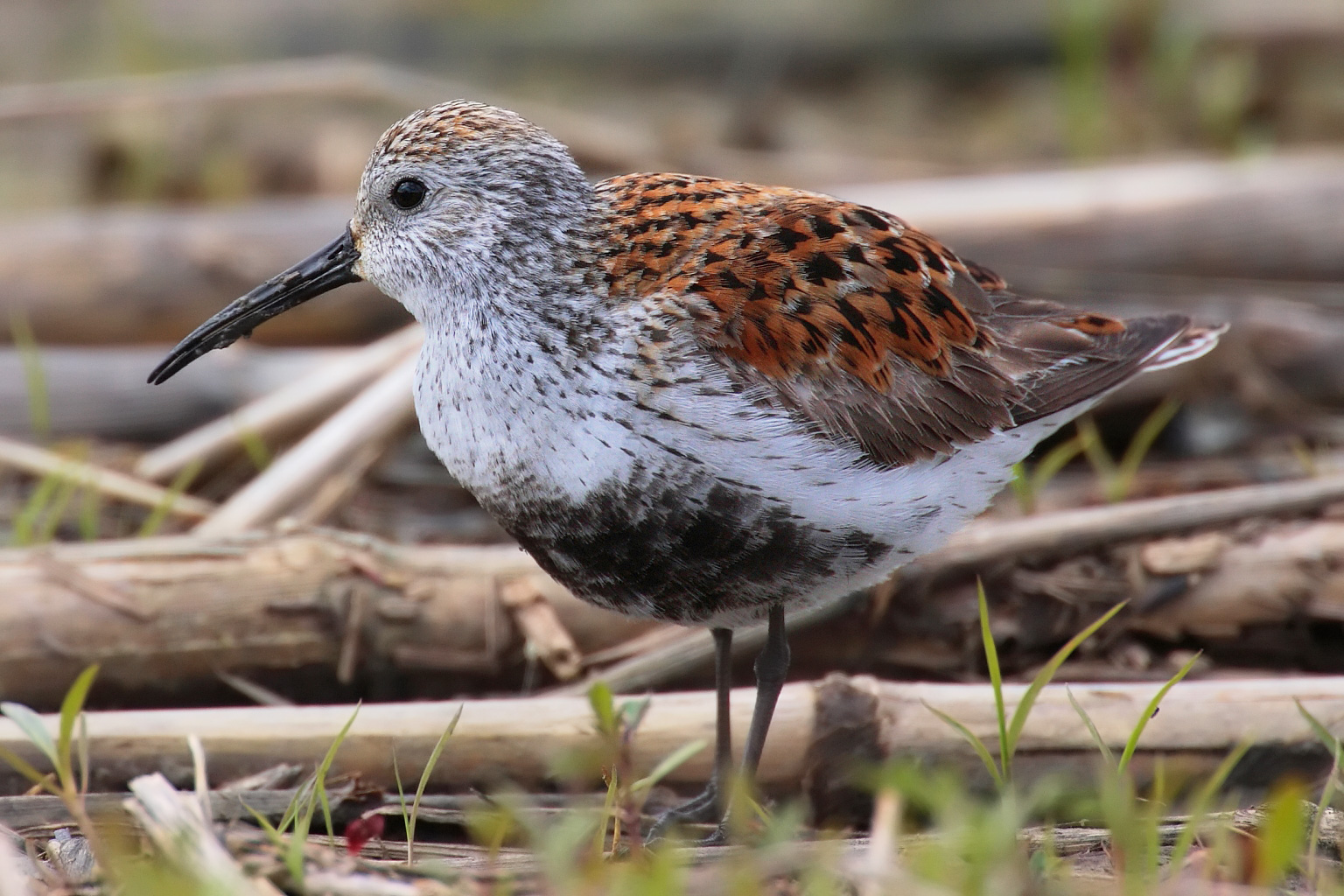
Alpenstrandläufer

Schottland ist Brutgebiet für fast die Hälfte aller im Gebiet der Europäischen Union brütenden Seevögel. Zum Brutbestand zählt mehr als die Hälfte des Weltbestands an Basstölpeln und ein Drittel des Weltbestands an Atlantiksturmtauchern. Für vier weitere Seevogelarten macht der schottische Bestand 95 Prozent der Population der Britischen Inseln aus und für weitere 14 beträgt der Anteil mehr als 50 Prozent.
Die Inselgruppe St. Kilda, die die abgelegenste Inselgruppe des Vereinigten Königreichs ist, ist mittlerweile ein UNESCO-Weltnaturerbe. Ausschlaggebend für diesen Status war unter anderem die große Bedeutung, die diese Inselgruppe für eine Reihe von Seevögeln hat. Auf ihr brüten rund 60.000 Basstölpel und damit mehr als 24 Prozent der Weltpopulation, mehr als 49.000 Brutpaare an Wellenläufern – das entspricht 90 Prozent des europäischen Brutbestands –, mehr als 136.000 Brutpaaren an Papageitauchern und 67.000 Brutpaare an Eissturmvögel.
Die Insel Mingulay der Äußeren Hebriden beherbergt gleichfalls eine sehr große Population an Seevögeln. Auf ihr brüten unter anderem Tordalken. 60 Prozent aller Großen Raubmöwen, auch Skuas genannt, nisten in Schottland. Ihr bevorzugtes Brutgebiet sind die Orkneys und die Shetlands, obwohl sie sich nach heutigen Erkenntnissen erst im 18. Jahrhundert in Schottland niederließen. In Schottland brüten auch 90 Prozent aller britischen Küstenseeschwalben. Die wichtigsten Brutkolonien finden sich wiederum auf den Orkneys und den Shetlands. Auch die Gryllteiste, ein Vogel aus der Familie der Alkenvögel brütet zum größten Teil in Schottland. Große Brutkolonien finden sich auf den schottischen Inseln Unst, Mingulay und Iona. Etwa 1000 Brutpaare der Schmarotzerraubmöwe und 21.000 Brutpaare der Krähenscharbe brüten in Schottland. Die schottische Brutpopulation der Krähenscharbe stellt damit etwa 40 Prozent der Weltpopulation dar.
Schottland weist mehrere Gebiete auf, die für ihre ungewöhnliche Dichte an brütenden Seevögeln bekannt sind. Eine der größten Brutkolonien von Seevögeln findet sich in Fowlsheugh, einem im Küstengebiet in der Nähe von Aberdeenshire befindlichen Naturschutzreservats. Auf dem Höhepunkt der Fortpflanzungsperiode finden sich an der Steilküste bis zu 130.000 Brutvögel. Unter ihnen sind etwa 18.000 Brutpaare von Dreizehenmöwen, die in den steilen Felshängen ihr Nest bauen sowie eine große Anzahl von Papageientauchern, Tordalks, Eissturmmöwen, Silber- und Mantelmöwen. Der Bass Rock im Firth of Forth beherbergt mehr als 40.000 Basstölpel und hat damit seine größtmögliche Dichte an Brutvögeln erreicht. Er wird von einer Reihe von Autoren für die weltweit größte Kolonie dieser Tölpelart gehalten.

### Hühner-, Enten- und Rallenvögel sowie Regenpfeiferartige
Zur Fauna Schottlands zählt der Auerhahn, der der größte Hühnervogel Europas ist. Er war 1785 in Schottland ausgerottet. 1837 wurde mit Tieren aus Schweden eine neue Population begründet. Der Auerhahn stellt sehr hohe Ansprüche an seinen Lebensraum und kommt ausschließlich in nadelbaumreichen, lichten Wäldern mit einer reichen Bodenvegetation vor. Wegen dieser hohen Ansprüche gehen die Bestände in ganz Europa zurück. In Schottland brütet auch das Alpenschneehuhn, ein Vogel aus der Familie der Fasanenartigen, die in der Tundrenzone der gesamten Holarktis vertreten ist. Schottland weist daneben mehrere andere Hühnervögel auf. Dazu zählt das in Mitteleuropa sehr selten gewordene Birkhuhn sowie das ebenfalls an Tundrazone gebundene Schottische Moorschneehuhn, eine Unterart des Moorschneehuhns. Wachtel, Rebhuhn und Fasan kommen gleichfalls in Schottland vor. Der Fasan ist ursprünglich in Asien beheimatet. Er wurde in Schottland wie auch in anderen Gebieten Europas als Jagdwild eingeführt. Auch das Rothuhn und der Goldfasan sind im 18. Jahrhundert für Jagdzwecke eingebürgert worden. Das Rothuhn kommt allerdings in Schottland sehr viel seltener vor als in Süd- und Mittelengland und der Goldfasan ist eine in Südwestschottland lebende Population begrenzt.
Während des Sommerhalbjahres bieten die flachen Seen des Machair – ein sehr fruchtbarer, küstennaher Bodenmischtyp mit einem hohen Anteil an Muschelsedimenten und organischen Substraten – Lebensraum für eine sehr große Anzahl von Regenpfeiferarten und Entenvögel. Zu den Entenvögeln, die sich hier unter anderem beobachten lassen, zählen Löffelenten, Ohrentaucher, Krick-, Eider- und Trauerenten. Die Schellente, eine eigentlich in Nordosteuropa beheimatete Tauchente mit hellgelben Augen, brütet seit den 1970er Jahren auch im Cairngorms National Park. Mittlerweile werden dort über 100 Brutpaare gezählt. Daneben überwintern eine große Anzahl an Singschwänen in Schottland. Die Prachteiderente gehört ebenfalls zu den Überwinterungsgästen. Sie hält sich unregelmäßig an der Küste der Färöer, Shetland- und Orkney-Inseln auf.
Nahezu alle der 40.000 Weißwangengänse, die in Grönland brüten, lassen sich während des Zugs in ihre Überwinterungsgebiete für einige Tage auf Islay, einer Insel der Inneren Hebriden nieder. Die meisten dieser Gänse ziehen dann weiter, um an den schottischen Lochs zu überwintern. Auf ihrem Rückzug in die Brutgebiete versammelt sich eine ähnlich große Anzahl für einige Oktobertage in der Umgebung von Montrose auf. Die britische Brutpopulation der seltenen Stern- und Prachttaucher brüten überwiegend im Norden und im Westen Schottlands. Während die Populationen des Prachttauchers an anderen Orten rückläufig sind, hat die schottische Population nach Untersuchungen der Royal Society for the Protection of Birds und der Scottish Natural Heritage zwischen 1995 und 2007 um 16 Prozent zugenommen.

### Andere Vogelarten

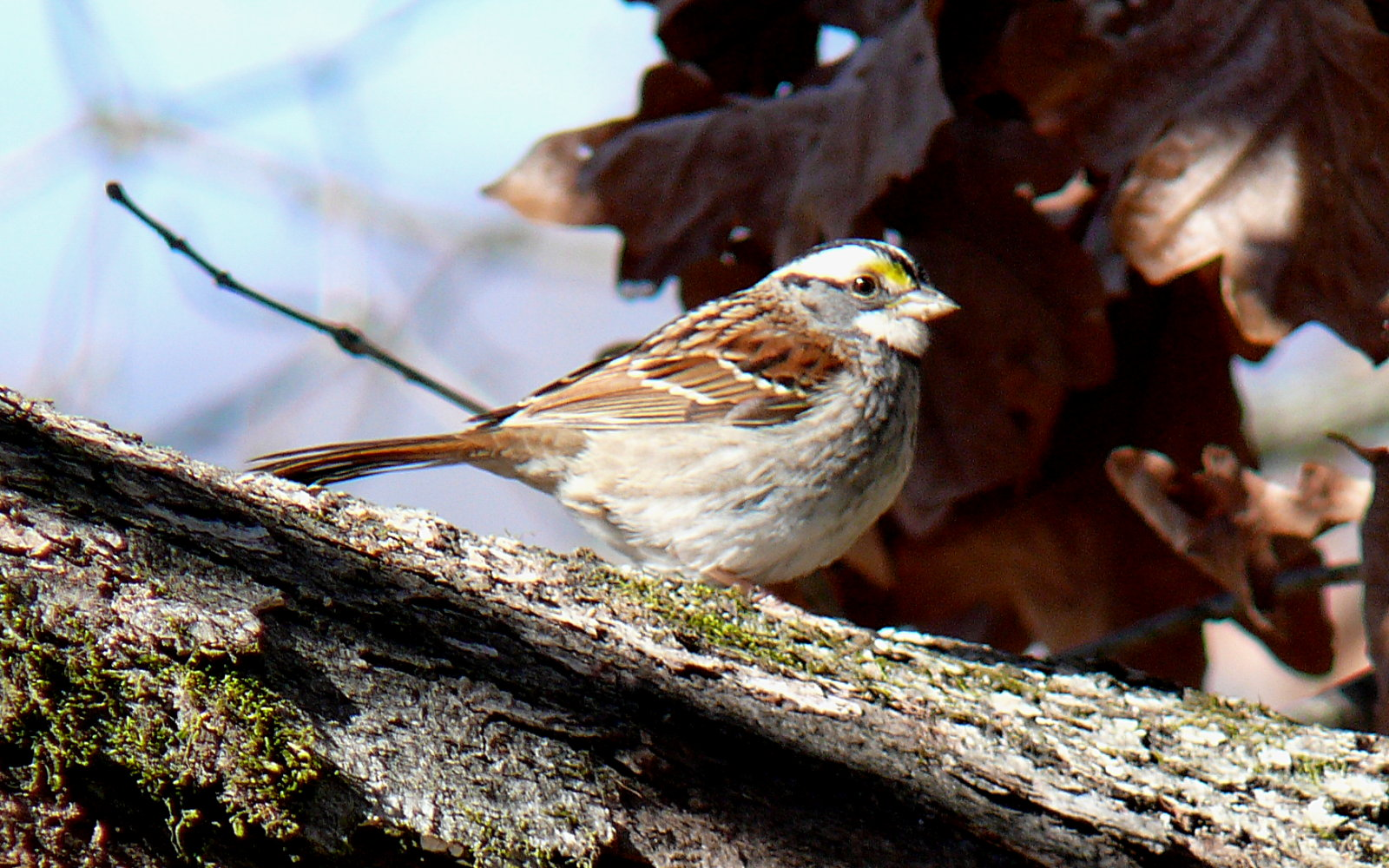
Weißkehlammer

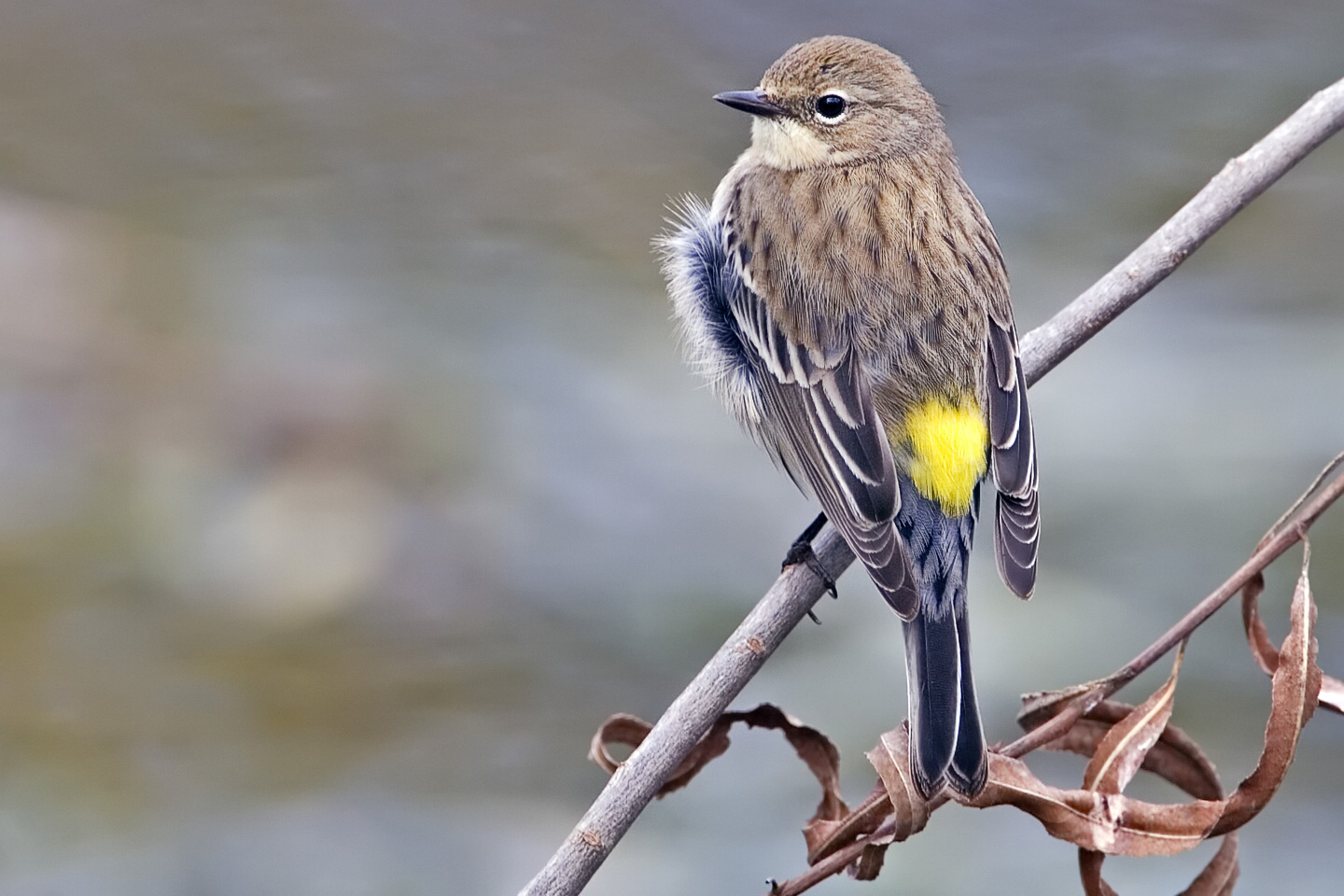
Kronwaldsänger

Der Wachtelkönig brütet gleichfalls in Schottland und es sind große Anstrengungen unternommen worden, die Population zu stabilisieren. Im Sommer halten sich in Schottland etwa 670 Brutpaare auf. Der Wendehals zählt in Schottland zu den sehr seltenen Brutvögeln. Sein Bestand wird auf nur noch zwei bis zehn Brutpaare geschätzt. Von den Taubenvögeln kommt die Turteltaube nur gelegentlich in Schottland vor. Die Felsentaube ist in ihrem Verbreitungsgebiet auf die Nord- und Westküste Schottlands begrenzt.

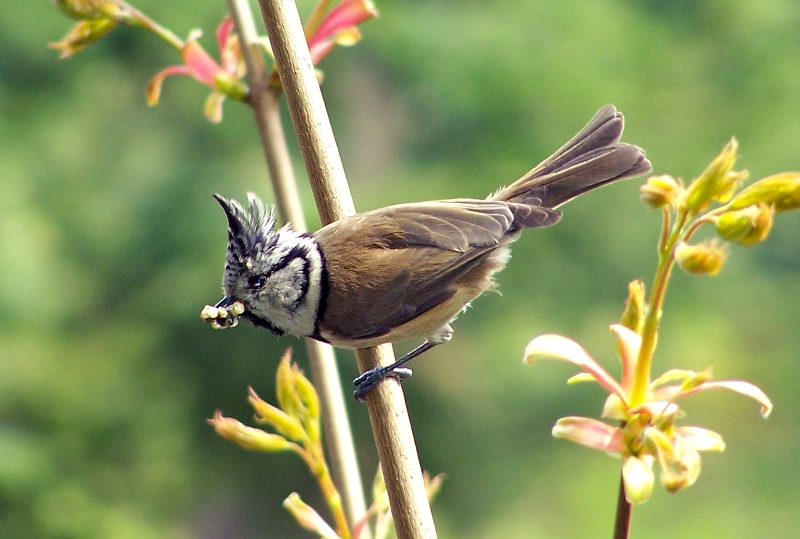
Haubenmeise

Raben und Krähen finden sich in Schottland sowohl in den Bergregionen als auch entlang der Küste. Es findet sich hier die Nebelkrähe, die seit 2002 als eigenständige Art eingestuft ist. Zuvor galt sie als Unterart der Aaskrähe. In Schottland kommen überwiegend Nebelkrähen vor, obwohl sie auf den britischen Inseln auch Aaskrähen finden. Nach einer Untersuchung aus dem Jahre 2007 geht die Anzahl der Nebelkrähen stark zurück, während Aaskrähen stabil bleiben. Auf den schottischen Inseln Islay und Colonsay brüten außerdem auch Alpenkrähen.
Neben Kreuzschnäbeln finden sich in den verbleibenden Fragmenten des Kaledonischen Walds sowie in einigen älteren Aufforstungen wie den Culbin Forest auch Haubenmeisen. Der Bestand wird auf 2400 Brutpaare geschätzt. Der Bestand an Ringdrosseln ist auf 7000 Brutpaare zurückgegangen. Es wird vermutet, dass der zunehmende Tourismus im schottischen Hochland die Hauptursache dafür ist. Die Anzahl der Brutpaare an Schneeammern beträgt weniger als 100. Im Winterhalbjahr ist ihr Bestand größer, weil sich dann auch Schneeammern hier aufhalten, die auf dem europäischen Kontinent brüten. In der Nähe von Dumfries gibt es darüber hinaus seit 1881 eine Stelle, wo die Eurasische Wasseramsel brütet. 95 Prozent der britischen Population an Berghänflingen sind in Schottland zu Hause. Die Zahl wird auf 64.000 Brutpaare geschätzt. Berghänflinge nutzen vor allem Gras- und Moostundra als Brutgebiet. Es sind Kurzstreckenzieher, die sich im Winterhalbjahr auf Brach- und Stoppelfeldern aufhalten und auch Ruderalflächen nutzen. 1998 überwinterten noch 6000 Individuen im Gebiet von Caithness und Sutherland. Nach einer Untersuchung der Royal Society for the protection of Birds ist die Anzahl der überwinternden Vögel drastisch zurückgegangen: 2006 wurden nur noch 300 überwinternde Berghänflinge festgestellt.

### Ausgestorbene Vogelarten und Irrgäste
Von den ursprünglich in Schottland beheimateten Vogelarten ist sowohl der Kranich als auch die Rohrdommel ausgestorben. Schuld am völligen Verschwinden in Schottland sind die Bejagung und die Trockenlegung von Feuchtgebieten im 18. Jahrhundert. Der Riesenalk, ein flugunfähiger Seevogel, kam ursprünglich auf Inseln vor Neufundland, Grönland, Island, Schottland und Norwegen sowie auch in Nord- und Ostsee in großer Zahl vor. Er wurde aber letztlich bis zum Aussterben bejagt. Der letzte schottische Riesenalk, der auf dem Stac an Armin, einer Felsnadel bei St. Kilda lebte, wurde im Juli 1840 getötet. Die weltweit letzten zwei Exemplare, die noch auf der Insel Eldey brüteten, wurden vier Jahre später durch Matrosen getötet, um ihre Bälge an dänische Sammler zu verkaufen.
Schottlands Lage sorgt dafür, dass hier immer wieder Irrgäste auftreten, die ihr natürliches Verbreitungsgebiet in einer anderen Region haben. Besonders viele Irrgäste finden sich auf der Insel Fair Isle ein. Dazu zählen der Dickschnabel-Rohrsänger, die Weißkehlammer, der Kronwaldsänger und der Halsbandschnäpper. Mehr als 345 verschiedene Vogelarten wurden mittlerweile auf dieser nur 7,68 Quadratkilometer großen Insel gesichtet.
Fair Isle ist nicht der einzige Ort in Schottland, an dem für Schottland ungewöhnliche Vogelarten zu sehen sind. Im Jahre 2006 wurde bei Gairloch ein eigentlich in der hohen Arktis brütender Gelbschnabeltaucher gesichtet, auf den Äußeren Hebriden tauchte ein Schwarzbrauenalbatros auf, eine Aztekenmöwe fand sich auf den Shetlands ein und ein Grasläufer wurde bei Lossiemouth gesichtet. Zu den ungewöhnlichsten Gästen zählt eine Nordamerikanische Rohrdommel, die man im Jahre 1888 beobachtete, ein Purpurreiher, der sich im selben Jahr in Schottland einfand, eine Gluckente im Jahre 1958 und ein Schwarzstorch 19 Jahre später.
Eher zu den Gefangenschaftsflüchtlingen zählt man den 1976 beobachteten Lannerfalken, die Chile-Flamingos, die man 1976 und 1979 beobachtete, den Schwarzhalsschwan aus dem Jahre 1988 und den Rotschwanzbussard, den man ein Jahr später in Schottland sichten konnte.

## Fische und Meerestiere

### Süßwasser
Von den 42 Fischarten, die sich in schottischen Süßwassergewässer finden, sind nur die Hälfte ursprünglich hier beheimatet. Zu den einheimischen Arten zählen der Maifisch, die Bachforelle, der Europäische Aal und das Flussneunauge. Schottische Flüsse sind Laichgrund für eine große Population an Atlantischen Lachsen. Ausgewachsene Lachse kehren im Spätherbst an die Oberläufe der Flüsse zurück. Die Jungfische wandern etwa in einem Alter von einem Jahr ins Meer. 400 Flüsse in Schottland zählen zu diesen Laichgewässern. In ihnen laichen jeweils genetisch leicht unterschiedliche Populationen des Atlantischen Lachses.

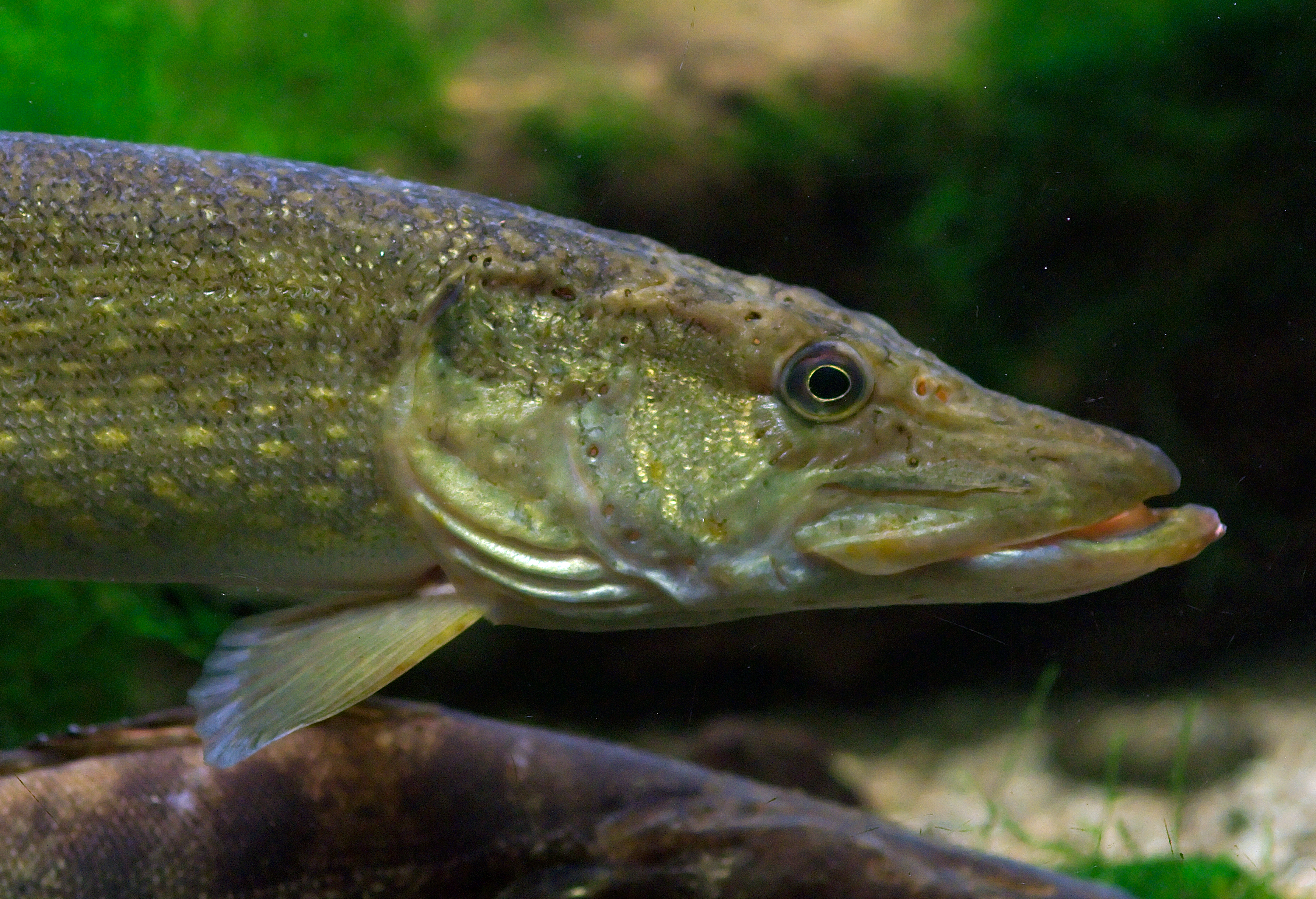
Hecht

Fünf weitere Fischarten gelten als Spätbesiedler schottischer Gewässer. Sie haben alle aus eigener Kraft vor 1790 schottische Gewässer besiedelt. Dazu zählen der Hecht, der sich gerne in Ufernähe von Fließgewässern aufhält, aber auch Seen und Teiche besiedelt, das Rotauge, die Bachschmerle, der Flussbarsch und die Elritze. Zu den seltenen einheimischen Fischen zählt der Powan, ein Fisch aus der Gattung der Coregonus, zu der auch das Bodenseefelchen und die vermutlich mittlerweile ausgestorbene Gravenche zählt. Der Powan findet sich nur in zwei schottischen Süßgewässern. Sein Bestand ist durch den dort eingeschleppten Kaulbarsch und den Seesaibling selten geworden. Der den Lachsen und Forellen nahestehende Seesaibling ist möglicherweise die erste Art gewesen, die in Schottland nach der Eiszeit wieder die Süßgewässer besiedelte. Er ist ausgezeichnet an arktische Temperaturen angepasst und ist die einzige Fischart, die beispielsweise in dem arktischen Hazensee vorkommt. In Schottland existieren insgesamt zweihundert Populationen dieses Fisches.
Die Flussperlmuschel kam in schottischen Gewässern einstmals so häufig vor, dass sie kommerziell geerntet wurde. Heute befinden sich in Schottland noch die größten europäischen Populationen. Sie kommt noch in fünfzig Flüssen vor. Die meisten Flussperlmuschelvorkommen finden sich im schottischen Hochland.

### Salzwasser
Die Meeresgewässer, die an Schottlands Küste angrenzen, zählen zu den biologisch produktivsten der Welt. Hier kommt fast ein Drittel der weltweiten Wal- und Delfinarten vor. Einige Arten der Rotalgen bilden einen wichtigen Meereslebensraum. Es finden sich auch ausgedehnte Muschelbänke und Seegraswiesen. Die Anzahl der in schottischen Meeresgewässern lebenden Arten wird auf über 40.000 geschätzt. Dazu zählen 250 Arten von Fischen. Zu den häufigsten Arten zählen Dorsche. Es finden sich hier außerdem Riesenhaie, Dorn-, Blau- und Heringshaie, Wolfsbarsche, Heilbutt und einige Rochenarten. Vier Arten von Meeresschildkröten kommen ebenfalls hier vor: die vorwiegend in tropischen Gewässern lebenden Lederschildkröte, Atlantik-Bastardschildkröte, Suppenschildkröte und Unechte Karettschildkröte halten sich während des Sommerhalbjahres gelegentlich in schottischen Gewässern auf. Während die letzten drei Arten als seltene Irrgäste einzustufen sind, kommen Lederschildkröten häufiger vor. Sie wandern aus ihren Brutgebieten offenbar hierher, um Quallen zu fressen.

## Amphibien und Reptilien
Lediglich sechs Amphibien und vier Landreptilien sind in Schottland heimisch.
Dazu zählen drei verschiedene Molche: Der Nördliche Kammmolch, von dem es weniger als 1000 Individuen in Schottland gibt, der Teichmolch und der Fadenmolch. Die drei anderen Amphibien sind die Erdkröte und die Kreuzkröte, die nur an vier Stellen im Südwesten Schottlands zu finden ist, und der Grasfrosch. Die einzige eingeführte Amphibienart ist der Bergmolch, der erst seit kurzer Zeit in der Umgebung von Edinburgh zu finden ist.
Zu den in Schottland beheimateten Reptilien gehören die Kreuzotter, die Ringelnatter (selten), die Westliche Blindschleiche sowie die Waldeidechse. Die Schlingnatter, die ansonsten punktuell im Süden Großbritanniens zu finden ist, fehlt in Schottland.